# Estadi Del Duca
L'Estadi del Duca és un estadi propietat de L'Ascoli Calcio, l'estadi Del Duca va ser inaugurat el 1962. Té una capacitat de 30.000 espectadors i unes dimensions de 105x68. A més del futbol ha estat seu de partits de rugbi com els partits d'Itàlia contra Samoa el 28 de novembre de 2009 i el 8 de novembre de 2014.